# Virus del mosaico del tabacco
Il virus del mosaico del tabacco (TMV, dall'inglese tobacco mosaic virus) è l'agente eziologico dell'omonima malattia, che colpisce molte specie vegetali tra cui la barbabietola da zucchero, il cetriolo, il mais, la patata, il pisello, la famiglia delle cucurbitacee (ad esempio la zucchina gialla), il pomodoro e il tabacco. È un virus altamente infettivo che si trasmette per contatto senza il concorso di vettori.

## Manifestazione
Il mosaico del tabacco si manifesta con la formazione di macchie di colore giallo o verde sulle foglie della pianta. Si presentano spesso anche deformazione o increspamento della foglia. La distruzione dei cloroplasti e l'alterazione dell'attività degli enzimi che regolano la fotosintesi bloccano la crescita della pianta e ne provocano il conseguente deperimento.
Quelle del mosaico del tabacco sono state le prime particelle virali ad essere osservate dall'uomo nel 1892, ad opera dello scienziato russo Dmitrij Iosifovič Ivanovskij. Successivamente sono state classificate definitivamente come "virus" nel 1898 dal botanico olandese Martinus Willem Beijerinck, il quale, usando esperimenti di filtrazione su foglie di tabacco infette, riuscì a dimostrare che il mosaico del tabacco è causato 
da un agente infettivo di dimensioni inferiori a quelle di un batterio.

## Storia
Nel 1886, Adolf Mayer descrisse per primo la malattia del mosaico del tabacco che poteva essere trasferita tra le piante, in modo simile alle infezioni batteriche .  Nel 1892, Dmitri Ivanovsky diede la prima prova concreta dell'esistenza di un agente infettivo non batterico, dimostrando che la linfa infetta rimaneva infettiva anche dopo essere stata filtrata attraverso i migliori filtri Chamberland .  Successivamente, nel 1903, Ivanovsky pubblicò un articolo che descriveva inclusioni intracellulari cristalline anomale nelle cellule ospiti delle piante di tabacco colpite e sostenne la connessione tra queste inclusioni e l'agente infettivo.  Tuttavia, Ivanovsky rimase piuttosto convinto, nonostante i ripetuti fallimenti nel produrre prove, che l'agente causale fosse un batterio non coltivabile, troppo piccolo per essere trattenuto sui filtri Chamberland impiegati e per essere rilevato al microscopio ottico. Nel 1898, Martinus Beijerinck replicò indipendentemente gli esperimenti di filtrazione di Ivanovsky e poi dimostrò che l'agente infettivo era in grado di riprodursi e moltiplicarsi nelle cellule ospiti della pianta del tabacco.  Beijerinck adottò il termine di " virus " per indicare che l'agente causale della malattia del mosaico del tabacco era di natura non batterica. Il virus del mosaico del tabacco fu il primo virus ad essere cristallizzato . Fu ottenuto da Wendell Meredith Stanley nel 1935 che dimostrò anche che il TMV rimane attivo anche dopo la cristallizzazione.  Per il suo lavoro, gli fu assegnato 1/4 del Premio Nobel per la chimica nel 1946,  anche se in seguito fu dimostrato che alcune delle sue conclusioni (in particolare, che i cristalli erano proteine pure e assemblate tramite autocatalisi ) erano errate.  Le prime immagini microscopiche elettroniche del TMV furono realizzate nel 1939 da Gustav Kausche , Edgar Pfankuch e Helmut Ruska , fratello del premio Nobel Ernst Ruska .  Nel 1955, Heinz Fraenkel-Conrat e Robley Williams dimostrarono che l’RNA del TMV purificato e il suo capside(rivestimento) le proteine si assemblano da sole in virus funzionali, indicando che questa è la struttura più stabile (quella con la più bassa energia libera). La cristallografa Rosalind Franklin lavorò per Stanley per circa un mese a Berkeley , e in seguito progettò e costruì un modello di TMV per l'Esposizione universale del 1958 a Bruxelles . Nel 1958, ipotizzò che il virus fosse cavo, non solido, e ipotizzò che l' RNA di TMV fosse a singolo filamento.  Questa congettura si dimostrò corretta dopo la sua morte e ora si sa che è il filamento +.  Le indagini sulla malattia del mosaico del tabacco e la successiva scoperta della sua natura virale furono determinanti nella definizione dei concetti generali della virologia . 

## Struttura
Il virus del mosaico del tabacco ha un aspetto a bastoncino. Il suo capside è costituito da 2130 molecole di proteina di rivestimento e una molecola di RNA genomico a singolo filamento, lungo 6400 basi. La proteina di rivestimento si autoassembla nella struttura elicoidale a bastoncino (16,3 proteine per giro di elica) attorno all'RNA, che forma una struttura a forcina (vedere la micrografia elettronica sopra). L'organizzazione strutturale del virus conferisce stabilità.  Il monomero proteico è costituito da 158 amminoacidi che sono assemblati in quattro alfa-eliche principali, che sono unite da un'ansa prominente prossimale all'asse del virione. I virioni sono lunghi circa 300 nm e hanno un diametro di circa 18 nm.  Le microfotografie elettroniche colorate negativamente mostrano un distinto canale interno di raggio di circa 2 nm. L'RNA si trova a un raggio di circa 4 nm ed è protetto dall'azione degli enzimi cellulari dalla proteina di rivestimento.  La struttura di diffrazione delle fibre a raggi X del virus intatto è stata studiata sulla base di una mappa di densità elettronica a risoluzione di 3,6 Å.  All'interno dell'elica del capside, vicino al nucleo, si trova la molecola di RNA avvolta, che è composta da 6.395 ±10 nucleotidi.  La struttura del virus gioca un ruolo importante nel riconoscimento del DNA virale. Ciò avviene a causa della formazione di un intermedio obbligatorio prodotto da una proteina che consente al virus di riconoscere una specifica struttura a forcina dell'RNA.  L'intermedio induce la nucleazione dell'autoassemblaggio del TMV legandosi alla struttura a forcina. 

## Genoma
Il genoma TMV è costituito da un RNA a singolo filamento (ss) di 6,3–6,5 kbp . Il 3'-terminale ha una struttura simile al tRNA e il 5'-terminale ha un cappuccio di nucleotide metilato . (m7G5'pppG).  Il genoma codifica 4 frame di lettura aperti (ORF), due dei quali producono una singola proteina a causa della lettura ribosomiale di un codone di stop UAG permeabile . I 4 geni codificano una replicasi (con domini metiltransferasi [MT] e RNA elicasi [Hel]), una RNA polimerasi RNA-dipendente , una cosiddetta proteina di movimento (MP) e una proteina del capside (CP).  La sequenza codificante inizia con il primo frame di lettura, che si trova a 69 nucleotidi di distanza dall'estremità 5' dell'RNA.  La regione non codificante all'estremità 5' può variare nei diversi virioni individuali, ma non è stata riscontrata alcuna variazione tra i virioni nella regione non codificante all'estremità 3'. 

## Proprietà fisico-chimiche
Il TMV è un virus termostabile . Su una foglia secca, può resistere fino a 50 °C (120 gradi Fahrenheit) per 30 minuti. 
Il TMV ha un indice di rifrazione di circa 1,57. 

## Ciclo della malattia
Il TMV non ha una struttura di svernamento distinta . Piuttosto, svernerà negli steli e nelle foglie di tabacco infetti nel terreno, sulla superficie dei semi contaminati (il TMV può persino sopravvivere nei prodotti del tabacco contaminati per molti anni, quindi i fumatori possono trasmetterlo accidentalmente tramite il contatto, anche se non nel fumo stesso).  Con il contatto diretto con le piante ospiti attraverso i suoi vettori (normalmente insetti come afidi e cicaline), il TMV subirà il processo di infezione e poi il processo di replicazione.

### Infezione e trasmissione
Dopo la sua moltiplicazione, entra nelle cellule vicine attraverso i plasmodesmi . L'infezione non si diffonde attraverso il contatto con gli insetti,  ma si diffonde invece tramite contatto diretto con le cellule vicine . Per il suo ingresso regolare, TMV produce una proteina di movimento da 30 k Da chiamata P30 che ingrandisce i plasmodesmi. TMV molto probabilmente si sposta da una cellula all'altra come un complesso di RNA, P30 e proteine replicate.
Può anche diffondersi attraverso il floema per spostamenti a lunga distanza all'interno della pianta. Inoltre, il TMV può essere trasmesso da una pianta all'altra tramite contatto diretto. Sebbene il TMV non abbia vettori di trasmissione definiti, il virus può essere facilmente trasmesso dagli ospiti infetti alle piante sane tramite manipolazione umana.

### Replicazione
Dopo l'ingresso nel suo ospite tramite inoculazione meccanica, il TMV si sveste per rilasciare il suo filamento virale di [+]RNA. Quando avviene lo svestimento, il gene MetHel:Pol viene tradotto per creare l'enzima di capping MetHel e l'RNA polimerasi. Quindi il genoma virale si replicherà ulteriormente per produrre mRNA multipli tramite un intermedio [-]RNA innescato dal tRNA HIS all'estremità 3' del [+]RNA. Gli mRNA risultanti codificano diverse proteine, tra cui la proteina di rivestimento e una RNA polimerasi RNA-dipendente (RdRp), così come la proteina di movimento. Quindi il TMV può replicare il proprio genoma.
Dopo che la proteina di rivestimento e il genoma dell'RNA del TMV sono stati sintetizzati, si assemblano spontaneamente in virioni TMV completi in un processo altamente organizzato. I protomeri si uniscono per formare dischi o "rondelle di bloccaggio" composti da due strati di protomeri disposti a elica. Il capside elicoidale cresce aggiungendo protomeri all'estremità dell'asta. Man mano che l'asta si allunga, l'RNA passa attraverso un canale al suo centro e forma un'ansa all'estremità in crescita. In questo modo l'RNA può facilmente adattarsi come una spirale all'interno del capside elicoidale. 

## Ospite e sintomi
Come altri virus fitopatogeni, il TMV ha una gamma di ospiti molto ampia e ha effetti diversi a seconda dell'ospite infetto. È noto che il virus del mosaico del tabacco causa una perdita di produzione di tabacco essiccato al fuoco fino al due percento nella Carolina del Nord .  È noto che infetta membri di nove famiglie di piante e almeno 125 specie individuali, tra cui tabacco, pomodoro , peperone (tutti membri delle Solanaceae), cetrioli , un certo numero di fiori ornamentali ,  e fagioli tra cui Phaseolus vulgaris e Vigna unguiculata .  Esistono molti ceppi diversi. Il primo sintomo di questa malattia virale è una colorazione verde chiaro tra le vene delle foglie giovani . Questo è seguito rapidamente dallo sviluppo di un "mosaico" o motivo screziato di aree verde chiaro e scuro nelle foglie. La rugosità può anche essere osservata dove le foglie della pianta infetta presentano piccole rughe casuali localizzate. Questi sintomi si sviluppano rapidamente e sono più pronunciati sulle foglie più giovani. La sua infezione non provoca la morte della pianta, ma se l'infezione avviene all'inizio della stagione, le piante sono stentate. Le foglie inferiori sono soggette a "bruciatura a mosaico" soprattutto durante i periodi di clima caldo e secco. In questi casi, si sviluppano grandi aree morte nelle foglie. Ciò costituisce una delle fasi più distruttive dell'infezione da virus del mosaico del tabacco . Le foglie infette possono essere increspate, raggrinzite o allungate. Tuttavia, se il TMV infetta colture come uva e mela , è quasi asintomatico. Il TMV è in grado di infettare e completare il suo ciclo di replicazione in un fungo fitopatogeno, il TMV è in grado di entrare e replicarsi nelle cellule di C. acutatum, C. clavatum e C. theobromicola, il che potrebbe non essere un'eccezione, sebbene non sia stato trovato né probabilmente ricercato in natura. 

## Ambiente
Il TMV è uno dei virus più stabili e ha un ampio intervallo di sopravvivenza. Finché la temperatura circostante rimane al di sotto di circa 40 gradi Celsius , il TMV può mantenere la sua forma stabile. Tutto ciò di cui ha bisogno è un ospite da infettare. Se necessario, le serre e gli orti botanici fornirebbero le condizioni più favorevoli per la diffusione del TMV, a causa dell'elevata densità di popolazione di possibili ospiti e della temperatura costante durante tutto l'anno. Potrebbe anche essere utile coltivare il TMV in vitro nella linfa perché può sopravvivere fino a 3000 giorni. 

## Trattamento e gestione
Uno dei metodi di controllo comuni per il TMV è la sanificazione , che include la rimozione delle piante infette e il lavaggio delle mani tra una semina e l'altra. Si dovrebbe anche ricorrere alla rotazione delle colture per evitare terreni/ seminativi infetti per almeno due anni. Come per qualsiasi malattia delle piante, si può anche consigliare di cercare ceppi resistenti al TMV. Inoltre, si può somministrare il metodo di protezione incrociata, in cui il ceppo più forte dell'infezione da TMV viene inibito infettando la pianta ospite con un ceppo leggero di TMV, simile all'effetto di un vaccino .
Negli ultimi dieci anni, l'applicazione dell'ingegneria genetica sul genoma di una pianta ospite è stata sviluppata per consentire alla pianta ospite di produrre la proteina di rivestimento TMV all'interno delle proprie cellule. È stato ipotizzato che il genoma TMV verrà rivestito rapidamente all'ingresso nella cellula ospite, impedendo così l'inizio della replicazione TMV. Successivamente è stato scoperto che il meccanismo che protegge l'ospite dall'inserimento del genoma virale è attraverso il silenziamento genico . 
Il TMV è inibito da un prodotto della muffa melmosa mixomiceta Physarum polycephalum . Sia il tabacco che i fagioli P. vulgaris e V. sinensis non hanno subito quasi nessuna lesione in vitro da TMV quando trattati con un estratto di P. polycephalum . 
La ricerca ha dimostrato che Bacillus spp . può essere utilizzato per ridurre la gravità dei sintomi del TMV nelle piante di tabacco. Nello studio, le piante di tabacco trattate avevano una crescita maggiore e un accumulo minore di virioni del TMV rispetto alle piante di tabacco che non erano state trattate. 
Una ricerca è stata condotta da H.Fraenkel-Conrat per dimostrare l'influenza dell'acido acetico sul virus del mosaico del tabacco. Secondo la ricerca, il 67% di acido acetico è risultato come degradazione del virus. 
Un'altra possibile fonte di prevenzione per il TMV è l'uso di acido salicilico. Uno studio completato da un team di ricerca presso l'Università di Cambridge ha scoperto che il trattamento delle piante con acido salicilico ha ridotto la quantità di RNA virali del TMV e di proteine del rivestimento virale presenti nelle piante di tabacco. La loro ricerca ha dimostrato che l'acido salicilico molto probabilmente stava interrompendo la replicazione e la trascrizione e, più specificamente, il complesso RdRp. 
È stata condotta una ricerca che ha rivelato che gli esseri umani hanno anticorpi contro il virus del mosaico del tabacco. 

## Impatto scientifico e ambientale
La grande quantità di letteratura sul TMV e la sua scelta per molte indagini pionieristiche in biologia strutturale (tra cui la diffrazione dei raggi X e la cristallografia a raggi X), l'assemblaggio e lo smontaggio del virus e così via, sono fondamentalmente dovuti alle grandi quantità che possono essere ottenute, oltre al fatto che non infetta gli animali. Dopo aver coltivato diverse centinaia di piante di tabacco infette in una serra , seguite da alcune semplici procedure di laboratorio, uno scienziato può produrre diversi grammi del virus.  Infatti, il virus del mosaico del tabacco è così proliferato che i corpi inclusi possono essere visti solo con un microscopio ottico. 
James D. Watson , nel suo libro di memorie The Double Helix , cita la sua indagine a raggi X sulla struttura elicoidale del TMV come un passo importante nella deduzione della natura della molecola del DNA . 

## Applicazioni
I virus vegetali possono essere utilizzati per progettare vettori virali , strumenti comunemente utilizzati dai biologi molecolari per trasportare materiale genetico nelle cellule vegetali ; sono anche fonti di biomateriali e dispositivi nanotecnologici.  I vettori virali basati su TMV includono quelli delle tecnologie di espressione vegetale magnICON e TRBO.  Grazie alla sua forma cilindrica, all'elevato rapporto di aspetto, alla natura autoassemblante e alla capacità di incorporare rivestimenti metallici (nichel e cobalto) nel suo guscio, il TMV è un candidato ideale per essere incorporato negli elettrodi delle batterie .  L'aggiunta di TMV a un elettrodo della batteria aumenta l'area superficiale reattiva di un ordine di grandezza, con conseguente aumento della capacità della batteria fino a sei volte rispetto a una geometria dell'elettrodo planare.  Il vettore basato su TMV ha inoltre consentito a C. acutatum di esprimere transitoriamente GFP esogena fino a sei sottoculture e per almeno 2 mesi dopo l'infezione, senza la necessità di sviluppare una tecnologia di trasformazione, l'RNAi può essere espresso nel fungo fitopatogeno Colletotrichum acutatum da VIGS utilizzando un vettore ricombinante basato su TMV in cui l'ORF del gene che codifica la proteina fluorescente verde (GFP) è stato trascritto nelle cellule fungine da un duplicato del promotore mRNA subgenomico della proteina di rivestimento (CP) del TMV e ha dimostrato che l'approccio potrebbe essere utilizzato per ottenere l'espressione di proteine estranee nei funghi.